# (2785) Sedov
(2785) Sedov ist ein Asteroid des Hauptgürtels, der am 31. August 1978 vom russischen Astronomen Nikolai Stepanowitsch Tschernych am Krim-Observatorium in Nautschnyj (IAU-Code 095) entdeckt wurde.
Der Asteroid ist Mitglied der Koronis-Familie, einer Gruppe von Asteroiden, die nach (158) Koronis benannt ist.
(2785) Sedov wurde nach dem russischen Marineleutnant und Polarforscher Georgi Jakowlewitsch Sedow (1877–1914) benannt, der beim Versuch, den Nordpol zu erreichen, während des Marsches nahe der Rudolf-Insel starb.